# Moleta de Mata-redona
La Moleta de Mata-redona és una muntanya de 626 metres que es troba entre els municipis de Freginals i la Ràpita, a la comarca del Montsià.